# Központi Papnevelő Intézet
A Központi Papnevelő Intézet, rövidítése KPI (latinul: Seminarium Centrale) katolikus papok képzéséért felelős budapesti iskola. Az oktatás célja a katolikus papi erények kialakítása. A kispapok bentlakásos rendszerben a Pázmány Péter Katolikus Egyetem Hittudományi Karán tanulnak. 1802. január 11. óta a budapesti Papnövelde utcában folyik a képzés.

## Története

### A kezdetek
Oláh Miklós (esztergomi érsek) Nagyszombatban, akkor tíz növendék számára. Az időközben megszűnt, majd újraindult seminarium antiquissimumot Pázmány Péter általános szemináriummá alakította át 1630-ban: ez lett a Stephaneum. Szabályzata az 1623-ban alakult Pázmáneumét követte. 1635 az Egyetem alapításának éve.
1648-ban nemzeti zsinat mondta ki a Collegium Generale létesítését, így valósult meg Lippay György ösztönzésére Lósy Imre érsek egykori terve. Ünnepélyesen 1649. július 31-én nyílt meg; a nevelést jezsuitákra bízták. A Magyarország Patrónájának szentelt szeminárium szabályzatának alapját a római Collegium Germanico-Hungaricum adta. A növendékek ruházata itt is vörös volt (Collegium Rubrorum). Az intézmény szorosan kapcsolódott az egyetemhez. Virágkorukat az 1761/62-es tanév körül élték; ezután megalakultak az egyházmegyei szemináriumok is.
Mária Terézia idején került egyébként bevezetésre a bécsi alapú tanterv, és kezdtek el tanítani Ágostonosok és dominikánusok is. 1773-ban kihirdették a jezsuita rend feloszlatását elrendelő pápai brévét. Mária Terézia 1777-ben az egyetemet Budára helyezte; a szeminárium a volt jezsuita rendházba és szemináriumba került át. Ebbe a szemináriumba már minden püspök küldhetett növendéket. Számuk nem kevesebb, mint 324 volt. Nem sokkal később II. József rendelete kimondta, hogy az általános szemináriumokat Pozsonyban, Egerben és Zágrábban kell felállítani. Végül 1802. január 11-én alapították a Központi Papnevelő Intézetet, amely 1805. november 1-jén kezdte meg működését 60 növendékkel.
Az Intézet első korszakának (1805–1848) napirendje:
- 5:00 órakor ébresztő,
- 5:30-tól reggeli ima, elmélkedés, szentmise,
- 6:30-tól 7:45-ig tanulás,
- 8:00-tól előadások,
- 10:00-tól szünet,
- 10:30-tól tanulás, szentírásolvasás,
- 12:00-től ebéd, utána közvetlenül legalább negyed órányi szentségimádás,
- 14:00-tól előadások,
- 16:00-tól szabadidő,
- 16:30-tól egyéni tanulás, és negyed óra szentírásolvasás,
- 19:00-tól imádkozás az uralkodóért, majd vacsora és szentségimádás 20:00-ig,
- 20:30-tól közös esti imádság,
- 21:00-tól silentium religiosum.

A kispapok a budapesti kulturális élet megismerése és széles körű művészeti, művelődési tevékenységeik támogatása céljából elindították 1831-ben a Magyar Egyházirodalmi Iskolát, amely szünetekkel a mai napig működik. Ennek keretében különböző kiadványokat is létrehoztak (pl. Centralista; 1989-től Új Centralista). Az 1848–49-es forradalom és szabadságharc az Intézet működésére is hatással volt. A tanév lezárása zavartalanul megtörtént, ugyanakkor a kispapoknak már a fülébe jutott, hogy a forradalom egyházi reformokat is sürget. A hittudományi kar működését teljesen lekorlátozták az 1848. júniusi – az autonómia fölfüggesztésével és a szigorlatok megszüntetésével kapcsolatos – új rendeletek, a forradalmi kormány közoktatási és kultuszminisztere, Eötvös József jóvoltából. A szabadságharc kirobbanása miatt a november 1-jén kezdődő 1848/49-es tanév már nem indulhatott el, a kispapok és a tanárok elmentek a fővárosból, a szeminárium épülete kihasználatlanul állt. A következő tanévben ismét lehetővé vált az oktatás az Intézet épületében, amelyet a kiegyezés után tovább bővítettek.

### A két világháború időszaka
Az első világháború alatt a közellátás ugyan akadályokba ütközött, ennek ellenére csak kismértékben esett az Intézmény tanulóinak a száma. 1919-ben a Tanácsköztársaság úgy vélte, hogy a hittudományi karon „termelő szellemi munkát” végeznek, ezért átnevezte Hittudományi Kutató Intézetnek, majd pedig május 10-től a Vörös Őrség gazdasági hivatalát helyezte el az Intézet földszinti, utcai szobáiban. 1932-ben az új prímás, Serédi Jusztinián a római egyetemi rendszer mintájára átalakította az Intézményben az oktatást hatévesre, az épületet pedig tovább bővítették. A szeminaristák ebben az időszakban Centralista címmel saját újságot indítottak.
A második világháború alatt az Intézet épülete megrongálódott, ám a szeminaristák elöljáróikkal még Budapest ostromakor is benne tartózkodtak. 1944 őszén és telén zsidó gyerekeket bujtattak el az Intézetben. 1945. január 18-a éjjelén az Intézethez tartozó templom egyik tornyát, február 12-én pedig a könyvtárat egy akna eltalálta. Az Intézet fennállásának 300. évfordulója 1948-ban volt esedékes, ezért a szeminaristák amint tehették, megkezdték a romeltakarítást és az épület rendbetételét. A szükséges anyagok egy részét ők biztosították, és szakemberek vezetésével ők végezték a fizikai munkákat is. Az 1948-ban rendezett ünnepségen az új politikai vezetés által sokat támadott Mindszenty József bíboros is részt vett, akit 1948. december 26-án letartóztattak és be is börtönöztek. A szeminaristákat az a tény, hogy a fennálló hatalom a bíborost, sok papot és szerzetest börtönbe vetett, és a katolikus egyház intézményeivel szemben is intézkedéseket foganatosított (pl. 1946 nyarán a katolikus egyesületeket feloszlatták, 1948. június 16-án az egyházi iskolákat államosították, 1950 júniusában a szerzetesrendeket is feloszlatták), illetve az 1947. augusztustól 1948. december 8-ig meghirdetett Mária-év arra buzdította, hogy több időt szánjanak imára a börtönben sínylődő egyházi személyekért, és odaadóbban készüljenek a pappá válásra, hiszen ezekben az időkben a papi hivatással könnyen vértanúság is járhatott.

### Az 1950-es évek
A minisztérium 1950. augusztus 23-án megszüntette a teológiai fakultást és azonnali hatállyal a hittudományi kar összes professzorát menesztette. Augusztus 30-án megállapodást kötött az állam és az Egyház. Ennek függeléke új keretek kijelölésével engedélyezte a szeminaristák további képzését. A megállapodás függelékében vállaltak szerint az egyetem hittudományi karát a püspöki kar önálló új intézménnyé alakította át Római Katolikus Központi Hittudományi Akadémia néven, amely államilag elismert nyilvános jogú akadémiaként tudományos fokozatú képzést nyújthatott. A hittudományi kar eddig az egyetemi központi épületben működött, az átalakítással azonban a régebben klarissza kolostornak helyet adó épületbe, a Szerb utcába helyezték volna át. Ám el akarták kerülni még a lehetőségét is, hogy az 1919-es eseményekhez hasonló történhessen, ezért inkább az Intézet épületébe átköltözésre vette rá a kart az Intézet vezetősége. Az első félév végére sikerült is erre alkalmassá tenni az épület helységeit, így szeptember 20-tól a két intézmény egy épületben működött. 1951-52-ben a vidéki szeminárium felét erőszakkal bezáratták, növendékeik az Intézetben folytatták tanulmányaikat. 1952 októberében és 1954 januárjában a kispapoknak utasításba adták, hogy jelenjenek meg az ún. papi békegyűlésen, cserébe „engedményként” hordhattak polgári viseletet. 1953-ban a szeminaristáknak erősen ajánlották, hogy írják alá a „békenyilatkozatot”. Grősz József kalocsai érseket 1956 tavaszán kiengedték a börtönből, ahova 1951 nyarán zárták be, aki ezt követően meglátogatta az Intézetet.
Az 1950-es években az Intézet jelentősége növekedett, mivel a vidéki szemináriumok közül sokat összevontak vagy meg is szüntettek. Ezekben az időkben úgy határozták meg a napirend menetét, hogy az szoros időbeosztású legyen:
- a nap hajnali keléssel indult,
- reggeli torna vagy a kertben, vagy a folyosón, az időjárás és az évszak figyelembe vételével,
- mosdás,
- öltözés,
- fél óra elmélkedés vagy a kápolnában, vagy a teraszon, vagy a kertben sétálva;
- szentmise a kápolnában, vagy az Egyetemi templomban azok számára, akik ministráltak,
- a földszinti étkezőben reggeli
- reggeli után pár perc felkészülési időt hagyva a szeminaristák évente ebben a teremben gyakorolhatták a prédikációt, az e célból a terem közepére felállított szószék használatával,
- 8:00-tól voltak az előadások, többnyire két órát egyben tartva,
- az ebéd két helységben történt, a szeminaristáknak a földszinten, elöljáróiknak az első emeleten,
- az ebédet a kápolnában tartott adoráció követte,
- ezt követte egy nem túl hosszú szabadidő (ha valaki ez idő alatt más szobájában tartózkodott, azt elküldték az Intézményből),
- ezután stúdium következett két óra időtartamban,
- 2 naponta lehetőség volt a stúdiumot követően – szilencium (csönd) betartásával – kettes-hármas csoportokban a városba menni,
- tanulás,
- vacsora,
- vacsorát követően nem túl hosszú rekreációra volt lehetőség (szabadfoglalkozás), ugyanakkor fűtési szezonban a beosztás szerinti négy szeminaristának a gazdasági bejáróhoz kellett salakot hordani a kazánházból, ahonnan elszállították,
- a kápolnában esti imára gyűltek össze, ahol az imádkozás mellett a lelki igazgató (spirituális) egyéni elmélkedést segítő gondolatokat vázolt,
- ezután a reggelig tartó szilencium megtartása mellett a tanulószobában lehetett még tartózkodni egy kevés időt.

#### Az 1956-os forradalom idején
1956 októberében a kispapok már értesültek barátaik látogatása, illetve találkozások révén diákok mozgolódásairól, amelyet elégedetlenség váltott ki. Viszont Október 21-én az október 23-i eseményekből kimaradtak, mert október 21-én kezdődött az az egyhetes kötelező lelkigyakorlat, amelyben szigorú szilencium volt elrendelve. Ennek lejárta után október 29-én az összes kispap a Vöröskereszt által kijelölt kórházakba, klinikákra siettek a sebesültek adatainak összegzésére, ápolásukban segíteni. A tanári testület, miután Mindszenty prímás Budapestre érkezett, tiszteletüket tették nála a budai várban október 31-én. Ennek alkalmával a prímás a centrista kispapokra bízta az Állami Egyházügyi Hivatal (ÁEH) Zugligeti úton lévő épület őrzését, mert az ott tárolt iratanyag esetleg megsemmisülhetett az egyházellenes tevékenységek miatt. A bíboros parancsát az orosz katonai alakulatok megérkezéséig tartani tudták. Több kispap a megtorlás időszakában börtönnel sújtották ezért.
Eközben az Intézet konyhája ellátta étellel azt a mintegy 100 főnyi fegyveres diákot, akik a szomszédos egyetemi épületben tartózkodtak. Ebben is a szeminaristák segédkeztek, és ha volt sebesült azt is ellátták, ápolták. Amikor azonban arról volt szó, hogy a szomszédos egyetemi épületből ki kellett szöktetni diákokat, hogy nehogy a karhatalmisok kezére jussanak november 4. után, akkor sokan reverendákba öltöztetve adtak segítséget nekik. Ezért is súlyos börtönbüntetés járt.
Elérkezett a félévi vizsgaidőszak, – amely 1957. január. 15 és február 8. közé esett -, és ennek leteltével már a kispapok a nyugati országokból érkező segélyek osztásában vállaltak szerepet. Az ÁEH visszakerült a hatalomhoz, és arra készült, hogy vagy megszünteti, vagy vidékre költöztesse  az Intézetet, miközben ellenforradalmi tevékenységnek bélyegezte a kispapok a forradalom alatt mutatott segítségadásait, tevékenységeiket. Elkezdődtek a házkutatások 1957. május 10-én – a loretói litánia időszaka alatt – és május 17-én és július 19-én további házkutatást tartottak. Az egyik vádat – „Péter levél”-ként ismeretes (röpirat volt) – egy másikkal egyesítettek, és a kispapokat azzal vádolták, hogy az „irattár kifosztására irányuló szándékuk” volt, amikor Mindszenty az irattár épületének őrzésére rendelte őket oda. A per eredményeként több kispap és pap hosszabb-rövidebb időre börtönbe került. Ezenkívül azzal is megvádolták őket később egy 1958. november 25-én rendezett „találkozón” – mely az ÁÉH-ban került sor -, hogy a kispap növendékek nem teljesítik hazafias kötelezettségüket. Az Intézeten belül kialakult egy sajátos védekezés, amely abból állt, hogy az idősebb növendékek tájékoztatást adtak mindazokról a folyamatokról, hogyan alakulnak a pillanatnyi események. Ezeket az összejöveteleket "kurzusgyűlésnek" nevezték, és azért informálták egymást, hogy ne tudják megosztani a közösség egységét, illetve távol tartsák a nemkívánatos befolyásolásokat.

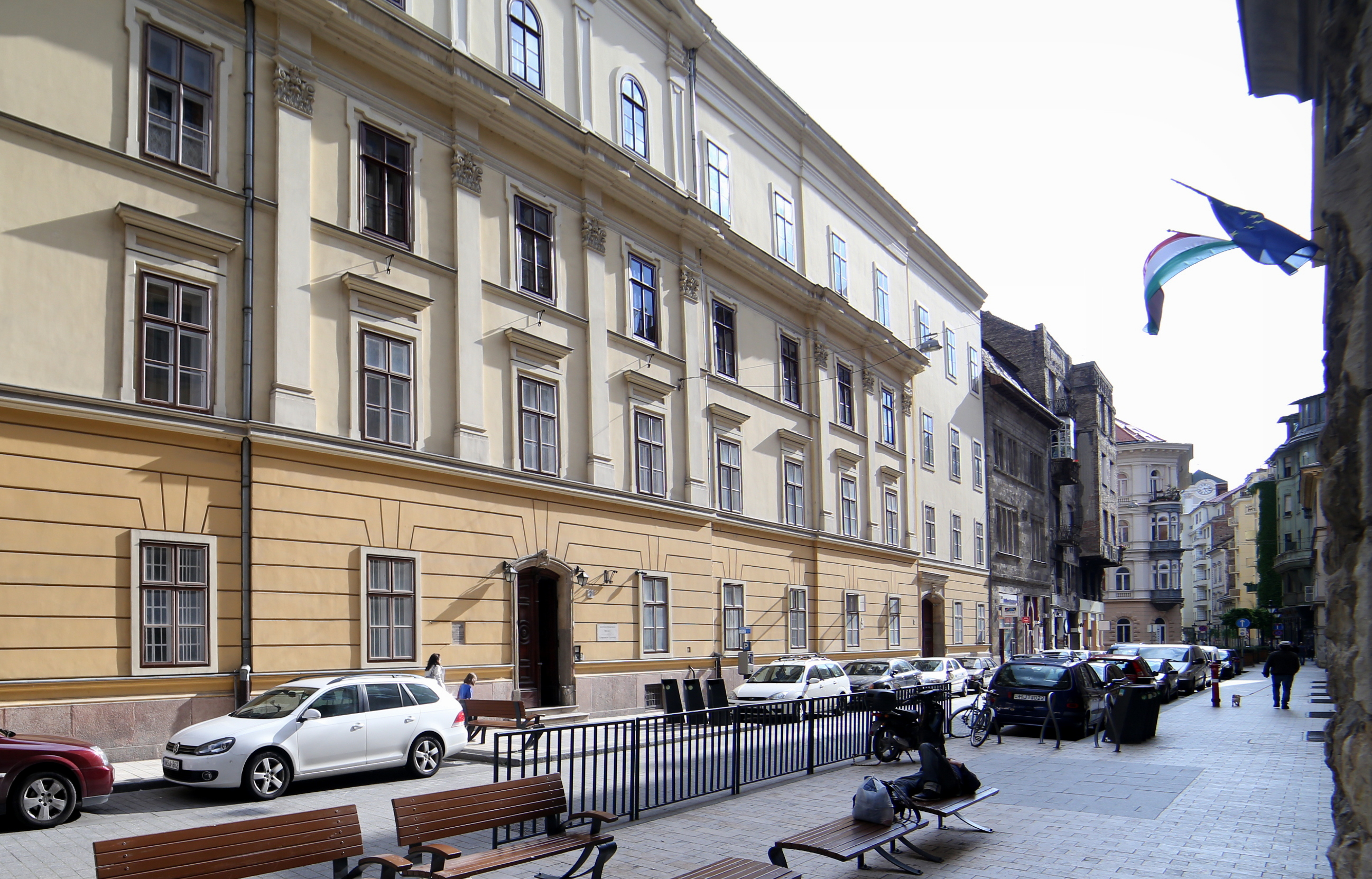
A központi szeminárium épülete (Papnövelde utca)

### Az 1960-as évektől napjainkig
1960. szeptember 1-ig a kispapok nem vehettek részt a szentmisén az Intézményen kívül, azokon nem is asszisztálhattak, a heti, civil öltözetben tett ún. nagysétáikat se tehették meg, július 1-ig pedig (3 kivétellel) a tanulmányaikat se zárhatták le, a házirendet szigorították. A kispapokkal egy nyilatkozatot is alá akartak íratni, melynek megtagadása az Intézményből való elküldéssel járt. A következményt vállalva a szeminaristák nagy része ezt nem írta alá, ezért az Intézet szinte egészen üressé vált. Az 1958/59-es tanév második félévét a nyilatkozatot aláíró kispapok mellett a Hittudományi Akadémia külső növendékeinek bevonásával kellett elindítani. Ez az állapot nem volt fenntartható, ezért az Intézet hallgatói létszámának növelésére és a Hittudományi Akadémia tantervmódosításához az elöljárók javaslatokat tettek. Ez alapján az elküldött 60 szeminaristából 40-et „átnevelésre” alkalmasnak találtak. A rektor június 10-én kikérte a Magyar Katolikus Püspöki Konferencia (MKPK) véleményét, amely június 17-én úgy határozott, hogy az idő nem megfelelő az elbocsátott növendékek visszavételére, és amint megérett rá az idő, meghozzák a szükséges intézkedéseket. Míg korábban 100 fő körüli volt a hallgatói létszám, addig ez az 1959/60-as tanévtől 50 körülre apadt, és így is maradt évekig. Emellett az ÁEH tevékenységének következtében a szeminaristák és tanáraik, elöljáróik között a bizalmi viszony is évekre megromlott. Ugyanakkor arra is törekedett, hogy minél jobban elszigetelje a társadalomtól a katolikus egyházat, ezért azzal az indokkal, hogy „a kispapok számára nélkülözhetetlen a jó levegő”, arra akarta rávenni az Intézetet és az Akadémiát, hogy önszántukból a zirci ciszterci apátság épületeibe költözzenek. Ennek a tervnek a megvalósítása azonban a két intézmény vezetőségének szívós ellenállásába ütközött. Attól félve, hogy erről a Nyugati sajtóorgánumok is beszámolhatnak, egyre ritkábban és finomabban próbáltak ez irányba hatni. A költözés meghiúsulása után az Intézet kertjének „átcsatolására” tettek kísérletet a belügynél az állami egyetem egyes vezetői.
A II. vatikáni zsinat  (1962-65)  után bekövetkezett egy egyházi megújulás, mely hatásának első jelének számítható az Intézet kápolnájának megújítása 1970-ben. Ezekben az években új lendületet kapott a Magyar Egyházirodalmi Iskola, és 1984-ben megjelent a kispapoknak szóló Új Centralista című folyóirata. Az Intézet épület felújítása az 1989-es rendszerváltáskor indult, és 1998-ra a födémcserét is beleértve felújították az egész épületet. Az 1993-ban alapított Pázmány Péter Katolikus Egyetem Hittudományi kara már a kezdetektől fogva az Intézet fakultása lett.  A Hittudományi Kar az Intézet dékánjának szorgalmazására új helyet kapott  a Veres Pálné utca 24. szám alatt, amely teljes felújítása szintén 1998-ban befejeződött. A Papnevelő Intézet hallgatói bonyolították le az átköltözést. A tanulmányi idő 2001-ben 7 év lett.

## Vezetőség, tisztségek
- Főduktor: A kispapok képviselője.
- Kisduktor: Az elsőévesek segítője.
- Magister Assistanciae: Liturgiaszervező
- Cantus magister: zenei élet irányító
- Sacellanus: A liturgikus eszközök előkészítéséért felelős segédek.
- Infirmarius: Betegápoló
- Munka-, műszaki- és eszközfelelős
- Sportfelelős
- Nyílt esték felelőse
- Kerékpárfelelős
- Fotó- és fénymásoló felelős
- Tabellárius: Faliújságfelelős
- Számítógép felelős
- Honlapgazda

## Rektorainak listája
Az alábbi lista a Központi Papnevelő Intézet rektorait tartalmazza rektorságuk idejével.

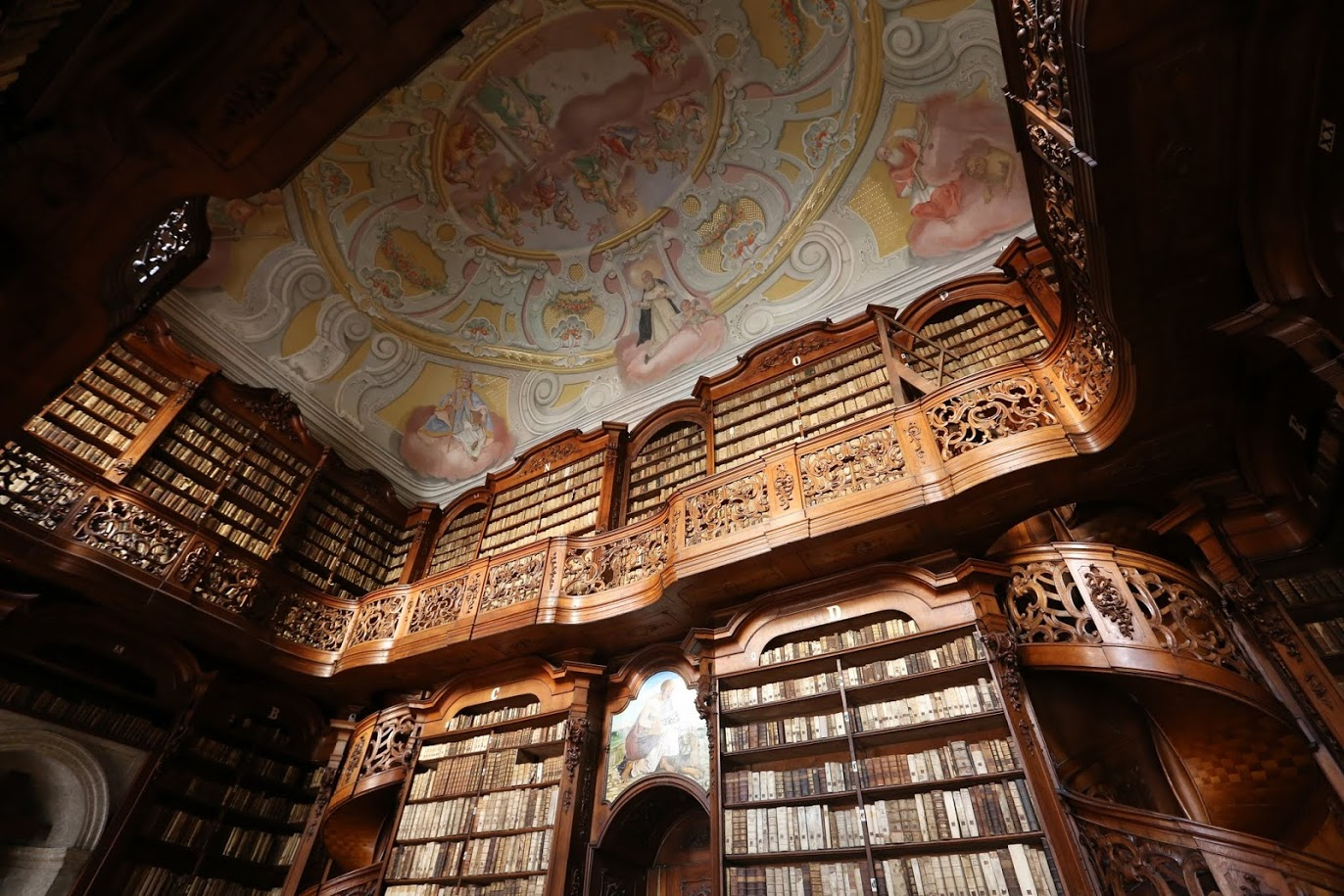
A pálos rend könyvtára

- 1803–1809 Bärenkopf Ignác
- 1809–1810 Alagovics Sándor
- 1810–1818 Bélik József
- 1818–1820 Nádasdy Ferenc
- 1820–1826 Batthyáni Alajos
- 1826–1838 Dercsik János
- 1838–1845 Karner Antal
- 1845–1851 Lipthay András
- 1858–1867 Szajbély Henrik
- 1867–1869 Kubinszky Mihály
- 1869–1871 Ipolyi Arnold
- 1871–1878 Roder Alajos
- 1878–1890 Markus Gyula
- 1890–1893 Czibulka Nándor
- 1893–1898 Cselka Nándor
- 1898–1903 Városy Gyula
- 1903–1905 Steinberger Ferenc
- 1905–1907 Lollok Lénárd
- 1907–1912 Walter Gyula
- 1912–1917 Rott Nándor
- 1917–1922 Ámon Pál
- 1922–1931 Ernszt Sándor
- 1931–1938 Tóth Tihamér
- 1938–1952 Marczell Mihály
- 1952–1955 Galla Ferenc
- 1955–1957 Halász György
- 1957–1968 Potyondy Imre
- 1968–1973 Zemplén György
- 1973–1978 Paskai László
- 1978–1979 Turányi László
- 1979–1986 Bagi István
- 1986–1989 Fábián János
- 1989–1991 Várszegi Asztrik
- 1991–1996 Vanyó László
- 1996–2008 Bíró László
- 2008–2015 Kuminetz Géza
- 2015–2019 Marton Zsolt
- 2019– Martos Levente Balázs

## Pálos könyvtár
Az épületben helyezték el a Pálos rend 8000 kötetét, összességében 16 700 mű található itt. A könyvtárhasználat szabálya, hogy csak tudományos kutatás céljából adhatóak ki a könyvek. A pálosok 1770-ben költöztették ide az írásokat, könyveket, majd 1786-ban az Egyetemi könyvtárba került. 1805 után az ott felhalmozódó duplumállomány került vissza.